# Terence McKenna
Terence Kemp McKenna (Paonia, 16 de novembre de 1946 - 3 d'abril de 2000) va ser un escriptor, orador, filòsof, etnobotànic, psiconauta i historiador de l'art estatunidenc, que va defensar l'ús responsable de les plantes psicodèliques. És considerat el Timothy Leary dels anys 1990, «una de les autoritats més destacades en la fundació ontològica del xamanisme», i la «veu intel·lectual de la cultura rave».
McKenna va formular una hipòtesi segons la qual la ingesta del fong Psilocybe cubensis va ser un dels principals factors transformadors i un catalític en l'evolució inicial de la consciència en l'Homo sapiens.
També va formular un concepte sobre la naturalesa del temps basada en models fractals que afirmava haver descobert en l'Yijing, que ell va anomenar novelty theory.

## Biografia

### Primers anys
D'ascendència irlandesa, McKenna va néixer i es va criar a Paonia, Colorado. En la seva infància es va dedicar a la recerca de fòssils. També es va interessar des de molt jove per la psicologia i va llegir el llibre Psicologia i alquímia de Carl Jung als 10 anys. Als 16, McKenna es va mudar a Los Altos, Califòrnia, per a viure amb les amistats de la seva família durant un any. Amb tot, va concloure la seva educació secundària a Lancaster.
El 1963, es va introduir al món literari de la psicodèlia a través de la lectura de The doors of perception i Heaven and Hell d'Aldous Huxley i diversos números de The Village Voice que tractaven sobre la psicodèlia.
Segons el propi McKenna, una de les seves primeres experiències psicodèliques amb llavors d'ipomea va mostrar-li que «hi havia alguna cosa que valia la pena de perseguir», i en una entrevista va afirmar haver fumat cànnabis diàriament des de l'adolescència.

### Estudis i viatges
El 1965, McKenna es va matricular a la Universitat de Califòrnia a Berkeley, en una llicenciatura distribuïda entre Ecologia, Conservació de Recursos i Xamanisme, i va ser admès en el projecte Tussman Experimental College. El 1967, durant els seus estudis universitaris, va descobrir les pràctiques xamàniques i va començar a estudiar-les a través de la religió tibetana.
Aquell mateix any, que va anomenar la seva «fase d'opi i Càbala», va viatjar a Jerusalem, on va conèixer Kathleen Harrison, que més tard esdevindria la seva esposa.
El 1969, McKenna va viatjar al Nepal guiat pel seu interès en la pintura tibetana i el xamanisme al·lucinogen. Per aprendre sobre l'ús xamànic de les plantes visionàries va buscar xamans de la tradició Bon, anterior al budisme tibetà. Durant la seva estada allí, també va estudiar tibetà i va traficar amb haixix fins que «un dels seus enviaments de Bombai a Aspen va caure en mans de les autoritats duaneres dels EUA». Posteriorment, es va dedicar a visitar ruïnes pel Sud-est asiàtic, i va treballar com a col·leccionista de papallones a Indonèsia.
El 1971, després de la mort de la seva mare per càncer, els germans McKenna van viatjar a la regió amazònica de Colòmbia a la recerca del yopo, una planta que conté dimetiltriptamina. En lloc d'aquesta planta van trobar camps plens de fongs gegants Psilocybe cubensis que es van convertir en el nou objectiu de l'expedició. A La Chorrera, els McKenna es van sotmetre a un experiment psicodèlic en el qual van intentar unir harmina (un alcaloide amb efectes al·lucinògens) amb el seu propi ADN neuronal, a través d'una sèrie de tècniques vocals específiques. Segons la seva hipòtesi, això els donaria accés a la memòria col·lectiva de l'espècie humana i revelaria la pedra filosofal, que ells veien com «una unió hiperdimensional de matèria i ànima». McKenna va sostenir que l'experiment va posar-lo en contacte amb el logos: una veu divina informativa que ell considerava universal en l'experiència religiosa visionària. Les diferents revelacions de la veu i la peculiar experiència simultània del seu germà el van portar a explorar la seqüència del rei Wen, una estructura primitiva de l'Yijing que el portaria a la seva novelty theory que vinculada al calendari maia i es va convertir en un dels factors de les creences sobre l'anomenat «fenomen 2012». Durant la seva estada a l'Amazones, McKnenna va mantenir una relació sentimental amb la seva intèrpret, Ev.
El 1972, McKenna va tornar a la Universitat de Califòrnia a Berkeley per acabar els seus estudis, i el 1975 es va llicenciar amb un grau en ecologia, xamanisme i conservació dels recursos naturals. A la tardor de 1975, després de trencar amb Ev a principis d'any, McKenna va començar una relació amb la seva futura mare dels seus dos fills, Kathleen Harrison. Poc després de llicenciar-se, McKenna i el seu germà Dennis van publicar un llibre inspirat en les seves experiències a l'Amazones: The Invisible Lansdcape: Mind, Hallucinogens and the I Ching. Les experiències d'ambdós germans a l'Amazones es convertirien més tard en el nucli del llibre True Hallucinations, publicat el 1993. McKenna també va començar a fer conferències a la zona de Berkeley i a participar en emissores de ràdio alternatives.

### Cultiu del fongPsilocybe
Durant els seus estudis, McKenna va desenvolupar una tècnica per al cultiu de Psilocybe amb el seu germà Dennis i, el 1976, van publicar el que havien après en un llibre titulat Psilocybin: Magic Mushroom Grower's Guide, sota els pseudònims «OT Oss» i «ON Oeric». Com explica l'etnobiòleg Jonathan Ott, «[els] autors van adaptar la tècnica de San Antonio per a produir fongs comestibles posant cultius micelis sobre un substrat de grans de sègol a la producció de Psilocybe cubensis. La nova tècnica només requeria l'ús d'estris habituals de cuina i per primera vegada una persona llega podia produir un enteogen potent en el seu propi domicili, sense necessitat de tecnologia sofisticada, equipament o subministraments químics». Quan es va publicar l'edició revisada de 1986, la Magic Mushroom Grower's Guide havia venut més de 100.000 còpies.

### Maduresa

#### Conferències
A principis dels anys 1980, McKenna va començar a parlar en públic sobre el tema de les drogues psicodèliques, convertint-se en un dels pioners del moviment psicodèlic. Es va centrar en psicodèlics com els fongs psilocybe (que van ser el catalitzador de la seva carrera), l'ayahuasca, el cànnabis i el derivat dimetiltriptamina. Va realitzar una gira impartint conferències i tallers i promovent els psicodèlics naturals com una via per explorar els misteris universals, estimular la imaginació i restablir una relació harmoniosa amb la natura. Encara que se l'ha associat amb els moviments del potencial humà i new-age, McKenna sentia escassa estima per les sensibilitats d'aquest tipus. En repetides ocasions va destacar la importància i prioritat de «sentir la presència de l'experiència directa», com oposada al dogma: «La meva tècnica és no creure en res. Si creus en alguna cosa, automàticament quedes exclòs de creure el seu oposat».
A part de drogues psicodèliques, McKenna va tractar en les seves conferències sobre una àmplia varietat de temes: xamanisme, metafísica, alquímia, llengua, cultura, apoderament, ecologisme, neopaganisme, intel·ligència artificial, evolució biològica, vida extraterrestre, ciència i cientifisme, la xarxa, realitat virtual (que veia com un camí per comunicar de manera artística l'experiència psicodèlica), i teoria estètica, en concret sobre l'experiència visual artística com a «informació» representant el significat de les al·lucinacions visuals experimentades sota la influència de psicodèlics.
McKenna aviat es va convertir en un habitual de la contracultura. Timothy Leary el va presentar una vegada com «una de les cinc o sis persones més importants del planeta», i el còmic Bill Hicks es va referir a ell en els seus monòlegs i va crear tota una rutina al voltant de les seves idees. McKenna també va esdevenir una personalitat popular de l'escena rave de principis de 1990, amb freqüents intervencions parlant en festes rave i contribuint a àlbums psicodèlics i de música goa trance de The Shamen, Spacetime Continuum, Alien Project, Capsule, Entheogenic, Zuvuya, Shpongle i Shakti Twins. El 1994, va aparèixer com a locutor a l'Starwood Festival, documentat en el llibre Tripping de Charles Hayes.
McKenna va publicar diversos llibres en els anys 1990. Centenars d'hores de les conferències de McKenna s'han gravat, de forma autoritzada o no, en casset, CD i MP3. Molts músics i DJ han samplejat extractes de les seves xerrades.
McKenna va ser col·lega i amic íntim del matemàtic de la teoria de caos Ralph Abraham i del biòleg Rupert Sheldrake. Va mantenir amb ells diversos debats públics i privats des de 1982 fins a la seva mort. Diverses de les discussions es van publicar més tard en els llibres: Trialogues at the Edge of the West i The Evolutionary Mind.

#### Botanical Dimensions

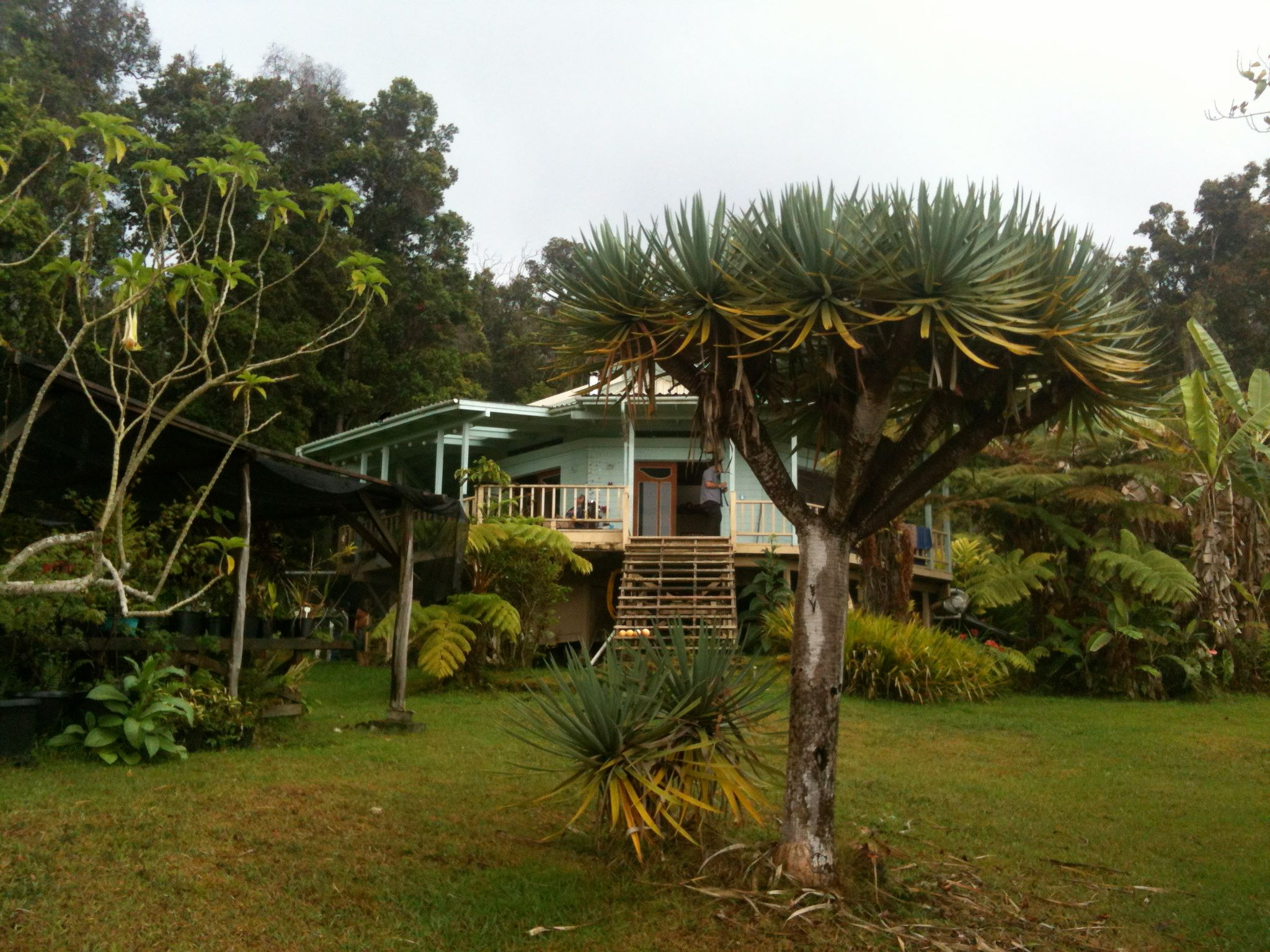
Reserva etnobotànica de Botanical Dimensions a Hawaii

El 1985, McKenna va fundar, amb Kathleen Harrison, Botanical Dimensions, una reserva etnobotànica sense ànim de lucre dedicada a recollir, protegir, propagar i comprendre plantes amb rellevància etnomedicinal i el seu folklore, i apreciar, estudiar i educar sobre les plantes i els fongs considerats com a rellevants per a la integritat cultural i el benestar espiritual. El jardí botànic, de 7,7 hectàrees, és un dipòsit que conté milers de plantes utilitzades pels pobles indígenes de les regions tropicals i inclou una base de dades amb informació relativa a les propietats curatives que se'ls atribueixen. McKenna hi va estar implicat fins que el 1992 es va retirar del projecte, després de divorciar-se. Harrison segueix dirigint Botanical Dimensions com a presidenta i directora de projectes. Després del seu divorci, McKenna es va mudar definitivament a Hawaii, on va construir una casa modernista i va crear un banc de gens de plantes exòtiques a prop de casa seva. Anteriorment havia repartit el seu temps entre Hawaii i Occidental.

#### Mort
A mitjan 1999, després d'una llarga gira de conferències, McKenna va tornar a la seva casa a Hawaii. McKenna patia migranyes cada vegada més intenses. La seva situació va culminar amb tres crisis convulsives cerebrals en una mateixa nit, que ell va descriure com les experiències psicodèliques més fortes que havia sentit mai. Se li va diagnosticar un glioblastoma multiforme, un tipus de tumor cerebral altament agressiu. Durant els mesos següents es va sotmetre a diversos tractaments, incloent un tractament experimental de radiació amb bisturí gamma. Segons la revista Wired, a McKenna el preocupava que aquest tumor estigués relacionat amb haver fumat cànnabis durant 35 anys, encara que els metges li van assegurar que no existia cap relació de causalitat.

A finals de 1999, Erick Davis va realitzar la que seria l'última entrevista de McKenna. Durant l'entrevista, McKenna es va referir a l'anunci de la seva mort: 
 «Sempre havia pensat que la mort arribaria a l'autopista en uns breus moments espantosos, així que no tindria temps de preparar-me. Tenir mesos i mesos per enfrontar-me a això, pensar-hi, parlar amb la gent i escoltar el que han de dir és una espècie de benedicció. Sens dubte és una oportunitat per madurar, calmar-se i preparar-se. Només que un senyor seriós amb bata blanca et digui que en quatre mesos estaràs mort ja encén els llums de manera irreversible... Fa que la vida sigui rica i commovedora. Quan va succeir per primera vegada, i em van donar el diagnòstic, vaig poder veure la llum de l'eternitat, a William Blake brillant a través de cada full, i sols de veure un insecte caminar pel terra em feia plorar». 
 McKenna va morir el 3 d'abril de 2000, als 53 anys.

#### Incendi de la seva biblioteca
El 7 de febrer de 2007, la biblioteca de llibres rars i les notes personals de McKenna es van destruir en un incendi que va afectar les oficines de l'Institut Esalen de Big Sur, on es guardava la col·lecció. Es conserva un índex que mantenia el seu germà, i poc més.

### Pensament

#### Psicodèlia
Terence McKenna defensava l'exploració d'estats de consciència alterats per mitjà de la ingesta de substància psicodèliques naturals. Per exemple, i en particular, com succeeix a l'ingerir altes dosis de bolets al·lucinògens, ayahuasca i DMT, que ell considerava l'apoteosi de l'experiència psicodèlica. No obstant això, no sentia el mateix entusiasme per les drogues sintètiques. En les seves pròpies paraules: «Crec que les drogues haurien de procedir del món natural i el seu ús hauria d'estar verificat per cultures d'orientació xamànica, no es poden predir els efectes a llarg termini d'una droga produïda en un laboratori». McKenna sempre ha posat èmfasi en l'ús responsable de les plantes psicodèliques: «Els que experimentin haurien de tenir molta cura. Cal estar preparat per a l'experiència, es tracta d'estranyes dimensions d'un extraordinari poder i bellesa. No hi ha regles fixes per evitar sentir-se desbordat, tret d'actuar amb prudència, reflexionar molt i sempre intentar vincular les experiències amb la història de la humanitat i amb els èxits filosòfics i religiosos de l'espècie. Tots els compostos són potencialment perillosos, i tots els compostos, en suficient dosi o [presos] repetidament, comporten riscos. El primer lloc al qual m'adreço quan em plantejo prendre un nou compost és la biblioteca».

## Obra

### En anglès
- The Invisible Landscape (amb Dennis McKenna)
- Psilocybin - Magic Mushroom Grower's Guide (amb Dennis McKenna)
- Trialogues on the Edge of the West (amb Ralph Abraham i Rupert Sheldrake)
- Synesthesia (amb Tim Ely)

### Traduïts al castellà
- El manjar de los dioses, Ed. Kairós (originalment Food of the Gods en anglès)
- Caos, creatividad y consciencia cósmica (amb Ralph Abraham i Rupert Sheldrake), Ed. El Lago
- Alucinaciones reales, Ed. Castellarte
- La nueva conciencia psicodélica (The Archaich Revival - 1991), Ed. Planeta, 1994

### Filmografia
- Experiment at Petaluma (1990)
- Prague Gnosis: Terence McKenna Dialogues (1992)
- The Hemp Revolution (1995)
- Terence McKenna: The Last Word (1999)
- Shamans of the Amazon (2001)
- Alien Dreamtime (2003)
- 2012: The Odyssey (2007)
- The Alchemical Dream: Rebirth Of The Great Work (2008)
- Manifesting the Mind (2009)
- Cognition Factor (2009)
- DMT: The Spirit Molecule (2010)
- 2012: Time for Change (2010)
- The Terence McKenna omnibus 2012 (2012)